# Okręgowe rozgrywki w piłce nożnej woj. zielonogórskiego (1976/1977)
27. Edycja okręgowych rozgrywek w piłce nożnej województwa zielonogórskiego

Okręgowe rozgrywki w piłce nożnej województwa zielonogórskiego prowadzone były przez Okręgowy Związek Piłki Nożnej w Zielonej Górze, rozgrywane były na czterech poziomach rozgrywkowych: najwyższym poziomem była klasa A, następnie klasa B (2 grupy), klasa C (6 grup), a najniższym poziomem była klasa D (minimum 12 grup).
Mistrzostwo Okręgu zdobyła Lechia Zielona Góra.

Okręgowy Puchar Polski – Czarni Żagań
| Rozgrywki | Poziomy | Poziomy rozgrywkowe w sezonie 1976/1977         | Poziomy rozgrywkowe w sezonie 1976/1977        | Poziomy rozgrywkowe w sezonie 1976/1977 | Poziomy rozgrywkowe w sezonie 1976/1977 | Poziomy rozgrywkowe w sezonie 1976/1977 | Poziomy rozgrywkowe w sezonie 1976/1977 | Poziomy rozgrywkowe w sezonie 1976/1977 | Poziomy rozgrywkowe w sezonie 1976/1977 | Poziomy rozgrywkowe w sezonie 1976/1977 | Poziomy rozgrywkowe w sezonie 1976/1977 | Poziomy rozgrywkowe w sezonie 1976/1977 | Poziomy rozgrywkowe w sezonie 1976/1977 | Poziomy rozgrywkowe w sezonie 1976/1977 | Poziomy rozgrywkowe w sezonie 1976/1977 | Poziomy rozgrywkowe w sezonie 1976/1977 | Poziomy rozgrywkowe w sezonie 1976/1977 | Poziomy rozgrywkowe w sezonie 1976/1977 | Poziomy rozgrywkowe w sezonie 1976/1977 | Poziomy rozgrywkowe w sezonie 1976/1977 | Poziomy rozgrywkowe w sezonie 1976/1977 | Poziomy rozgrywkowe w sezonie 1976/1977 | Poziomy rozgrywkowe w sezonie 1976/1977 | Poziomy rozgrywkowe w sezonie 1976/1977 | Poziomy rozgrywkowe w sezonie 1976/1977 | Poziomy rozgrywkowe w sezonie 1976/1977 | Poziomy rozgrywkowe w sezonie 1976/1977 | Poziomy rozgrywkowe w sezonie 1976/1977 | Poziomy rozgrywkowe w sezonie 1976/1977 | Poziomy rozgrywkowe w sezonie 1976/1977 | Poziomy rozgrywkowe w sezonie 1976/1977 | Poziomy rozgrywkowe w sezonie 1976/1977 | Poziomy rozgrywkowe w sezonie 1976/1977 | Poziomy rozgrywkowe w sezonie 1976/1977 | Poziomy rozgrywkowe w sezonie 1976/1977 | Poziomy rozgrywkowe w sezonie 1976/1977 | Poziomy rozgrywkowe w sezonie 1976/1977 | Poziomy rozgrywkowe w sezonie 1976/1977 | Poziomy rozgrywkowe w sezonie 1976/1977 | Poziomy rozgrywkowe w sezonie 1976/1977 | Poziomy rozgrywkowe w sezonie 1976/1977 | Poziomy rozgrywkowe w sezonie 1976/1977 | Poziomy rozgrywkowe w sezonie 1976/1977 | Poziomy rozgrywkowe w sezonie 1976/1977 | Poziomy rozgrywkowe w sezonie 1976/1977 | Poziomy rozgrywkowe w sezonie 1976/1977 | Poziomy rozgrywkowe w sezonie 1976/1977 | Poziomy rozgrywkowe w sezonie 1976/1977 | Poziomy rozgrywkowe w sezonie 1976/1977 | Poziomy rozgrywkowe w sezonie 1976/1977 | Poziomy rozgrywkowe w sezonie 1976/1977 | Poziomy rozgrywkowe w sezonie 1976/1977 | Poziomy rozgrywkowe w sezonie 1976/1977 | Poziomy rozgrywkowe w sezonie 1976/1977 | Poziomy rozgrywkowe w sezonie 1976/1977 | Poziomy rozgrywkowe w sezonie 1976/1977 | Poziomy rozgrywkowe w sezonie 1976/1977 | Poziomy rozgrywkowe w sezonie 1976/1977 | Poziomy rozgrywkowe w sezonie 1976/1977 | Poziomy rozgrywkowe w sezonie 1976/1977 | Poziomy rozgrywkowe w sezonie 1976/1977 | Poziomy rozgrywkowe w sezonie 1976/1977 | Poziomy rozgrywkowe w sezonie 1976/1977 | Poziomy rozgrywkowe w sezonie 1976/1977 | Poziomy rozgrywkowe w sezonie 1976/1977 | Poziomy rozgrywkowe w sezonie 1976/1977 | Poziomy rozgrywkowe w sezonie 1976/1977 | Poziomy rozgrywkowe w sezonie 1976/1977 | Poziomy rozgrywkowe w sezonie 1976/1977 | Poziomy rozgrywkowe w sezonie 1976/1977 | Poziomy rozgrywkowe w sezonie 1976/1977 | Poziomy rozgrywkowe w sezonie 1976/1977 | Poziomy rozgrywkowe w sezonie 1976/1977 | Poziomy rozgrywkowe w sezonie 1976/1977 | Poziomy rozgrywkowe w sezonie 1976/1977 | Poziomy rozgrywkowe w sezonie 1976/1977 | Poziomy rozgrywkowe w sezonie 1976/1977 | Poziomy rozgrywkowe w sezonie 1976/1977 | Poziomy rozgrywkowe w sezonie 1976/1977 | Poziomy rozgrywkowe w sezonie 1976/1977 | Poziomy rozgrywkowe w sezonie 1976/1977 |
| --------- | ------- | ----------------------------------------------- | ---------------------------------------------- | --------------------------------------- | --------------------------------------- | --------------------------------------- | --------------------------------------- | --------------------------------------- | --------------------------------------- | --------------------------------------- | --------------------------------------- | --------------------------------------- | --------------------------------------- | --------------------------------------- | --------------------------------------- | --------------------------------------- | --------------------------------------- | --------------------------------------- | --------------------------------------- | --------------------------------------- | --------------------------------------- | --------------------------------------- | --------------------------------------- | --------------------------------------- | --------------------------------------- | --------------------------------------- | --------------------------------------- | --------------------------------------- | --------------------------------------- | --------------------------------------- | --------------------------------------- | --------------------------------------- | --------------------------------------- | --------------------------------------- | --------------------------------------- | --------------------------------------- | --------------------------------------- | --------------------------------------- | --------------------------------------- | --------------------------------------- | --------------------------------------- | --------------------------------------- | --------------------------------------- | --------------------------------------- | --------------------------------------- | --------------------------------------- | --------------------------------------- | --------------------------------------- | --------------------------------------- | --------------------------------------- | --------------------------------------- | --------------------------------------- | --------------------------------------- | --------------------------------------- | --------------------------------------- | --------------------------------------- | --------------------------------------- | --------------------------------------- | --------------------------------------- | --------------------------------------- | --------------------------------------- | --------------------------------------- | --------------------------------------- | --------------------------------------- | --------------------------------------- | --------------------------------------- | --------------------------------------- | --------------------------------------- | --------------------------------------- | --------------------------------------- | --------------------------------------- | --------------------------------------- | --------------------------------------- | --------------------------------------- | --------------------------------------- | --------------------------------------- | --------------------------------------- | --------------------------------------- | --------------------------------------- | --------------------------------------- | --------------------------------------- |
| Centralne | I       | I liga                                          | I liga                                         |                                         |                                         |                                         |                                         |                                         |                                         |                                         |                                         |                                         |                                         |                                         |                                         |                                         |                                         |                                         |                                         |                                         |                                         |                                         |                                         |                                         |                                         |                                         |                                         |                                         |                                         |                                         |                                         |                                         |                                         |                                         |                                         |                                         |                                         |                                         |                                         |                                         |                                         |                                         |                                         |                                         |                                         |                                         |                                         |                                         |                                         |                                         |                                         |                                         |                                         |                                         |                                         |                                         |                                         |                                         |                                         |                                         |                                         |                                         |                                         |                                         |                                         |                                         |                                         |                                         |                                         |                                         |                                         |                                         |                                         |                                         |                                         |                                         |                                         |                                         |                                         |                                         |                                         |
| Centralne | II      | II liga – gr.płn.                               | II liga – gr.płd.                              |                                         |                                         |                                         |                                         |                                         |                                         |                                         |                                         |                                         |                                         |                                         |                                         |                                         |                                         |                                         |                                         |                                         |                                         |                                         |                                         |                                         |                                         |                                         |                                         |                                         |                                         |                                         |                                         |                                         |                                         |                                         |                                         |                                         |                                         |                                         |                                         |                                         |                                         |                                         |                                         |                                         |                                         |                                         |                                         |                                         |                                         |                                         |                                         |                                         |                                         |                                         |                                         |                                         |                                         |                                         |                                         |                                         |                                         |                                         |                                         |                                         |                                         |                                         |                                         |                                         |                                         |                                         |                                         |                                         |                                         |                                         |                                         |                                         |                                         |                                         |                                         |                                         |                                         |
| Okręgowe  | III     | III liga gr. VI                                 | III liga gr. VI                                | III liga gr. VI                         | III liga gr. VI                         | III liga gr. VI                         | III liga gr. VI                         | III liga gr. VI                         | III liga gr. VI                         | III liga gr. VI                         | III liga gr. VI                         | III liga gr. VI                         | III liga gr. VI                         | III liga gr. VI                         | III liga gr. VI                         | III liga gr. VI                         | III liga gr. VI                         | III liga gr. VI                         | III liga gr. VI                         | III liga gr. VI                         | III liga gr. VI                         | III liga gr. VI                         | III liga gr. VI                         | III liga gr. VI                         | III liga gr. VI                         | III liga gr. VI                         | III liga gr. VI                         | III liga gr. VI                         | III liga gr. VI                         | III liga gr. VI                         | III liga gr. VI                         | III liga gr. VI                         | III liga gr. VI                         | III liga gr. VI                         | III liga gr. VI                         | III liga gr. VI                         | III liga gr. VI                         | III liga gr. VI                         | III liga gr. VI                         | III liga gr. VI                         | III liga gr. VI                         | III liga gr. VI                         | III liga gr. VI                         | III liga gr. VI                         | III liga gr. VI                         | III liga gr. VI                         | III liga gr. VI                         | III liga gr. VI                         | III liga gr. VI                         | III liga gr. VI                         | III liga gr. VI                         | III liga gr. VI                         | III liga gr. VI                         | III liga gr. VI                         | III liga gr. VI                         | III liga gr. VI                         | III liga gr. VI                         | III liga gr. VI                         | III liga gr. VI                         | III liga gr. VI                         | III liga gr. VI                         | III liga gr. VI                         | III liga gr. VI                         | III liga gr. VI                         | III liga gr. VI                         | III liga gr. VI                         | III liga gr. VI                         | III liga gr. VI                         | III liga gr. VI                         | III liga gr. VI                         | III liga gr. VI                         | III liga gr. VI                         | III liga gr. VI                         | III liga gr. VI                         | III liga gr. VI                         | III liga gr. VI                         | III liga gr. VI                         | III liga gr. VI                         | III liga gr. VI                         | III liga gr. VI                         | III liga gr. VI                         |
| Okręgowe  | IV      | Klasa A                                         | Klasa A                                        |                                         |                                         |                                         |                                         |                                         |                                         |                                         |                                         |                                         |                                         |                                         |                                         |                                         |                                         |                                         |                                         |                                         |                                         |                                         |                                         |                                         |                                         |                                         |                                         |                                         |                                         |                                         |                                         |                                         |                                         |                                         |                                         |                                         |                                         |                                         |                                         |                                         |                                         |                                         |                                         |                                         |                                         |                                         |                                         |                                         |                                         |                                         |                                         |                                         |                                         |                                         |                                         |                                         |                                         |                                         |                                         |                                         |                                         |                                         |                                         |                                         |                                         |                                         |                                         |                                         |                                         |                                         |                                         |                                         |                                         |                                         |                                         |                                         |                                         |                                         |                                         |                                         |                                         |
| Okręgowe  | V       | Kl. B gr. Zielona Góra I                        | Kl. B gr. Zielona Góra II                      |                                         |                                         |                                         |                                         |                                         |                                         |                                         |                                         |                                         |                                         |                                         |                                         |                                         |                                         |                                         |                                         |                                         |                                         |                                         |                                         |                                         |                                         |                                         |                                         |                                         |                                         |                                         |                                         |                                         |                                         |                                         |                                         |                                         |                                         |                                         |                                         |                                         |                                         |                                         |                                         |                                         |                                         |                                         |                                         |                                         |                                         |                                         |                                         |                                         |                                         |                                         |                                         |                                         |                                         |                                         |                                         |                                         |                                         |                                         |                                         |                                         |                                         |                                         |                                         |                                         |                                         |                                         |                                         |                                         |                                         |                                         |                                         |                                         |                                         |                                         |                                         |                                         |                                         |
| Okręgowe  | VI      | Klasa C – gr.I Klasa C – gr.II Klasa C – gr.III | Klasa C – gr.IV Klasa C – gr.V Klasa C – gr.VI |                                         |                                         |                                         |                                         |                                         |                                         |                                         |                                         |                                         |                                         |                                         |                                         |                                         |                                         |                                         |                                         |                                         |                                         |                                         |                                         |                                         |                                         |                                         |                                         |                                         |                                         |                                         |                                         |                                         |                                         |                                         |                                         |                                         |                                         |                                         |                                         |                                         |                                         |                                         |                                         |                                         |                                         |                                         |                                         |                                         |                                         |                                         |                                         |                                         |                                         |                                         |                                         |                                         |                                         |                                         |                                         |                                         |                                         |                                         |                                         |                                         |                                         |                                         |                                         |                                         |                                         |                                         |                                         |                                         |                                         |                                         |                                         |                                         |                                         |                                         |                                         |                                         |                                         |

## Sezon 1976/1977

### Sezon 1976/1977 III Liga
| \| L.p. \| III Liga grupa VI \| Mecze \| Punkty \| Bramki \| \| ---- \| ------------------------------ \| ----- \| ------ \| ------ \| \| 1 \| Chemik Kędzierzyn-Koźle \| 28 \| 37 \| 40-19 \| \| 2 \| (MZKS) Karkonosze Jelenia Góra \| 28 \| 35 \| 33-26 \| \| 3 \| (Zastal) Lechia Zielona Góra \| 28 \| 34 \| 33-23 \| \| 4 \| Lechia Piechowice \| 28 \| 32 \| 39-32 \| \| 5 \| Zagłębie Lubin \| 28 \| 31 \| 34-31 \| \| 6 \| Metal Kluczbork \| 28 \| 31 \| 33-24 \| \| 7 \| Chrobry Głogów \| 28 \| 31 \| 38-27 \| \| 8 \| Stal Brzeg \| 28 \| 30 \| 40-31 \| \| 9 \| Odra Wrocław \| 28 \| 30 \| 32-27 \| \| 10 \| Bielawianka Bielawa \| 28 \| 29 \| 40-37 \| \| 11 \| Pafawag Wrocław \| 28 \| 29 \| 33-24 \| \| 12 \| Piast Nowa Ruda \| 28 \| 27 \| 33-32 \| \| 13 \| (Dozamet) Arka Nowa Sól \| 28 \| 22 \| 29-45 \| \| 14 \| Promień Żary \| 28 \| 19 \| 16-37 \| \| 15 \| KKS Kluczbork \| 28 \| 3 \| 20-78 \| - Dozamet Nowa Sól i Promień Żary spadły do Klasy A Zielona Góra. - Zastal Zielona Góra w przyszłym sezonie zagrał w III lidze grupie VII. - Okręgowe rozgrywki w piłce nożnej woj. zielonogórskiego (1976/1977) |                                |       |        |        |
| L.p. | III Liga grupa VI              | Mecze | Punkty | Bramki |
| 1 | Chemik Kędzierzyn-Koźle        | 28    | 37     | 40-19  |
| 2 | (MZKS) Karkonosze Jelenia Góra | 28    | 35     | 33-26  |
| 3 | (Zastal) Lechia Zielona Góra   | 28    | 34     | 33-23  |
| 4 | Lechia Piechowice              | 28    | 32     | 39-32  |
| 5 | Zagłębie Lubin                 | 28    | 31     | 34-31  |
| 6 | Metal Kluczbork                | 28    | 31     | 33-24  |
| 7 | Chrobry Głogów                 | 28    | 31     | 38-27  |
| 8 | Stal Brzeg                     | 28    | 30     | 40-31  |
| 9 | Odra Wrocław                   | 28    | 30     | 32-27  |
| 10 | Bielawianka Bielawa            | 28    | 29     | 40-37  |
| 11 | Pafawag Wrocław                | 28    | 29     | 33-24  |
| 12 | Piast Nowa Ruda                | 28    | 27     | 33-32  |
| 13 | (Dozamet) Arka Nowa Sól        | 28    | 22     | 29-45  |
| 14 | Promień Żary                   | 28    | 19     | 16-37  |
| 15 | KKS Kluczbork                  | 28    | 3      | 20-78  |

### Sezon 1976/1977 Klasa A (Czwarty poziom rozgrywkowy)
| \| L.p. \| Klasa A Zielona Góra \| Mecze \| Punkty \| Bramki \| \| ---- \| ------------------------------- \| ----- \| ------ \| ------ \| \| 1 \| Czarni Żagań \| 26 \| 42 \| 63-16 \| \| 2 \| Tęcza Krosno Odrzańskie \| 26 \| 37 \| 54-33 \| \| 3 \| Pogoń Świebodzin \| 26 \| 36 \| 46-25 \| \| 4 \| (Polmo) Korona Kożuchów \| 26 \| 33 \| 39-31 \| \| 5 \| (Cynkmet) Odra Bytom Odrzański \| 26 \| 30 \| 46-38 \| \| 6 \| (Zastal) Lechia II Zielona Góra \| 26 \| 27 \| 37-27 \| \| 7 \| (Dozamet) Arka II Nowa Sól \| 26 \| 27 \| 42-45 \| \| 8 \| Sprotavia Szprotawa \| 26 \| 25 \| 35-44 \| \| 9 \| Budowlani Gozdnica \| 26 \| 20 \| 30-47 \| \| 10 \| Stal Jasień \| 26 \| 20 \| 28-53 \| \| 11 \| Budowlani Lubsko \| 26 \| 18 \| 24-31 \| \| 12 \| Carina Gubin \| 26 \| 18 \| 31-44 \| \| 13 \| Lech Sulechów \| 26 \| 17 \| 30-52 \| \| 14 \| Budowlani Zielona Góra \| 26 \| 13 \| 33-52 \| - Czarni Żagań zagrał baraż z mistrzem Klasy A Legnica Miedzią Legnica o wejście do III ligi. Wyniki: Czarni 0:0 Miedź, Miedź 0:0 Czarni po dogrywce o awansie do dalszej fazy baaży zadecydowały rzuty karne w których to Miedź 3:2 pokonała Czarnych. |                                 |       |        |        |
| L.p. | Klasa A Zielona Góra            | Mecze | Punkty | Bramki |
| 1 | Czarni Żagań                    | 26    | 42     | 63-16  |
| 2 | Tęcza Krosno Odrzańskie         | 26    | 37     | 54-33  |
| 3 | Pogoń Świebodzin                | 26    | 36     | 46-25  |
| 4 | (Polmo) Korona Kożuchów         | 26    | 33     | 39-31  |
| 5 | (Cynkmet) Odra Bytom Odrzański  | 26    | 30     | 46-38  |
| 6 | (Zastal) Lechia II Zielona Góra | 26    | 27     | 37-27  |
| 7 | (Dozamet) Arka II Nowa Sól      | 26    | 27     | 42-45  |
| 8 | Sprotavia Szprotawa             | 26    | 25     | 35-44  |
| 9 | Budowlani Gozdnica              | 26    | 20     | 30-47  |
| 10 | Stal Jasień                     | 26    | 20     | 28-53  |
| 11 | Budowlani Lubsko                | 26    | 18     | 24-31  |
| 12 | Carina Gubin                    | 26    | 18     | 31-44  |
| 13 | Lech Sulechów                   | 26    | 17     | 30-52  |
| 14 | Budowlani Zielona Góra          | 26    | 13     | 33-52  |

### Sezon 1976/1977 Klasa B (Piąty poziom rozgrywkowy)
| L.p. | Klasa B Zielona Góra gr. I    | Mecze | Punkty | Bramki |
| ---- | ----------------------------- | ----- | ------ | ------ |
| 1    | Victoria Szczaniec            | 26    | 42     | 81-35  |
| 2    | (Meblarz) MKS Nowe Miasteczko | 26    | 38     | 73-36  |
| 3    | Kolejarz Zielona Góra         | 26    | 36     | 65-31  |
| 4    | Syrena Zbąszynek              | 26    | 29     | 86-62  |
| 5    | Piast Czerwieńsk              | 26    | 29     | 56-55  |
| 6    | Pogoń II Świebodzin           | 26    | 26     | 42-41  |
| 7    | (Chemik) Amator Bobrowniki    | 26    | 26     | 57-57  |
| 8    | Baza Stary Kisielin           | 26    | 24     | 47-49  |
| 9    | Dąb Kębłowo                   | 26    | 23     | 46-55  |
| 10   | Grom Wolsztyn                 | 26    | 21     | 34-55  |
| 11   | Odra Nietków                  | 26    | 19     | 39-60  |
| 12   | Energetyk Dychów              | 26    | 17     | 48-69  |
| 13   | Obra Zbąszyń                  | 26    | 14     | 48-69  |
| 14   | Brunatni Sieniawa             | 26    | 13     | 34-68  |

| L.p. | Klasa B Zielona Góra gr. II       | Mecze | Punkty | Bramki |
| ---- | --------------------------------- | ----- | ------ | ------ |
| 1    | Zieloni Bogaczów                  | 22    | 34     | 59-31  |
| 2    | Włókniarz Żary                    | 22    | 33     | 40-19  |
| 3    | Iskra Małomice                    | 22    | 32     | 59-23  |
| 4    | Czarni II Żagań                   | 22    | 29     | 46-28  |
| 5    | Mirostowiczanka Mirostowice Dolne | 22    | 23     | 42-34  |
| 6    | Unia Kunice                       | 22    | 22     | 36-36  |
| 7    | Promień II Żary                   | 22    | 21     | 36-45  |
| 8    | Piast Iłowa                       | 22    | 18     | 38-39  |
| 9    | Iskra Wymiarki                    | 22    | 16     | 35-44  |
| 10   | Błękitni Krzystkowice             | 22    | 15     | 34-49  |
| 11   | (MLKS) ŁKS Łęknica                | 22    | 13     | 32-62  |
| 12   | Płomień Chlebowo                  | 22    | 6      | 20-62  |

### Sezon 1976/1977 Klasa C (Szósty poziom rozgrywkowy)
| L.p. | Klasa C Świebodzin gr. I    | Mecze | Punkty | Bramki |
| ---- | --------------------------- | ----- | ------ | ------ |
| 1    | Znicz Obra                  | 26    | 41     | 87-37  |
| 2    | Meteor Jordanowo            | 26    | 33     | 81-35  |
| 3    | Jedność Podmokle            | 26    | 32     | 59-40  |
| 4    | Orkan Chobienice            | 26    | 31     | 70-60  |
| 5    | Polonia Nowe Kramsko        | 26    | 30     | 48-42  |
| 6    | Sokół Dąbrówka Wielkopolska | 26    | 29     | 54-45  |
| 7    | Zorza Grodziszcze           | 26    | 28     | 51-48  |
| 8    | (LZS) Klon Babimost         | 26    | 27     | 49-46  |
| 9    | (LZS) Błyskawica Jaromierz  | 26    | 26     | 57-52  |
| 10   | Zorza Mostki                | 26    | 26     | 61-68  |
| 11   | Bizon Wilkowo               | 26    | 24     | 54-70  |
| 12   | (LZS) Sokół Wroniawy        | 26    | 17     | 49-74  |
| 13   | Zjednoczeni Lubrza          | 26    | 11     | 38-79  |
| 14   | Obra II Zbąszyń             | 26    | 8      | 36-99  |

| L.p. | Klasa C Świebodzin gr. II  | Mecze | Punkty | Bramki |
| ---- | -------------------------- | ----- | ------ | ------ |
| 1    | Nadodrze Krosno Odrzańskie | 20    | 38     | 84-16  |
| 2    | Sparta Nietkowice          | 20    | 33     | 111-34 |
| 3    | Żenisz Żenichów            | 20    | 25     | 61-37  |
| 4    | Odra Radnica               | 20    | 24     | 61-54  |
| 5    | Juvenia Boczów             | 20    | 23     | 48-50  |
| 6    | Bizon Bieganów             | 20    | 22     | 70-44  |
| 7    | Błękitni Ołobok            | 20    | 19     | 67-64  |
| 8    | Spartak Budachów           | 20    | 14     | 43-57  |
| 9    | (LZS) Prom Maszewo         | 20    | 10     | 36-77  |
| 10   | Sokół Koryta               | 20    | 5      | 18-91  |
| 11   | Pogoń Wężyska              | 20    | 3      | 9-99   |

| L.p. | Klasa C Nowa Sól gr. I | Mecze | Punkty | Bramki |
| ---- | ---------------------- | ----- | ------ | ------ |
| 1    | Pogoń Przyborów        | 24    | 37     | 69-22  |
| 2    | Orzeł Otyń             | 24    | 37     | 65-25  |
| 3    | Odra Kiełcz            | 24    | 35     | 60-28  |
| 4    | Błękitni Wierzbnica    | 24    | 31     | 63-33  |
| 5    | Lubusz Lipiny          | 24    | 26     | 61-54  |
| 6    | Spółdzielca Kolsko     | 24    | 25     | 55-42  |
| 7    | Step Stypułów          | 24    | 25     | 45-50  |
| 8    | Bizon Borów Wielki     | 24    | 24     | 54-43  |
| 9    | (Tęcza) GKS Siedlisko  | 24    | 21     | 54-65  |
| 10   | Ikar Krzepielów        | 24    | 17     | 38-57  |
| 11   | Sparta Sława           | 24    | 16     | 34-62  |
| 12   | Olimpia Lubieszów      | 24    | 9      | 19-60  |
| 13   | Orzeł Stare Strącze    | 24    | 2      | 8-94   |

| L.p. | Klasa C Nowa Sól gr. II | Mecze | Punkty | Bramki |
| ---- | ----------------------- | ----- | ------ | ------ |
| 1    | Sparta Łężyce           | 22    | 38     | 63-24  |
| 2    | Ceramik Droszków        | 22    | 33     | 54-28  |
| 3    | Irma Studzieniec        | 22    | 32     | 60-27  |
| 4    | Kora Niedoradz          | 22    | 28     | 47-31  |
| 5    | (Lotnik) TS Przylep     | 22    | 26     | 48-34  |
| 6    | (Czarni) KP Świdnica    | 22    | 25     | 48-36  |
| 7    | Parkovia Trzebiechów    | 22    | 20     | 37-40  |
| 8    | Start Płoty             | 22    | 16     | 27-42  |
| 9    | Mewa Cigacice           | 22    | 15     | 32-45  |
| 10   | Juventur Zatonie        | 22    | 9      | 20-57  |
| 12   | Nadodrze Bojadła        | 22    | 9      | 19-62  |
| 13   | Zorza Ochla             | 22    | 6      | 20-72  |

| L.p. | Klasa C Żary gr. I      | Mecze | Punkty | Bramki |
| ---- | ----------------------- | ----- | ------ | ------ |
| 1    | Garbarnia Leszno Górne  | 18    | 39     | 72-17  |
| 2    | Beskid Bożnów           | 18    | 34     | 83-27  |
| 3    | Chrobry Chrobrów        | 18    | 26     | 60-35  |
| 4    | Vistula Dzietrzychowice | 18    | 25     | 62-43  |
| 5    | (LZS) Czarni Drągowina  | 18    | 22     | 67-47  |
| 6    | Czarni Jelenin          | 18    | 22     | 47-42  |
| 7    | Dekora Żary             | 18    | 20     | 47-56  |
| 8    | LZS Nowa Kopernia       | 18    | 19     | 32-33  |
| 9    | Orzeł Czerna            | 18    | 14     | 39-53  |
| 10   | Kwisa Rudawica          | 18    | 8      | 39-110 |

| L.p. | Klasa C Żary gr. II                  | Mecze | Punkty | Bramki |
| ---- | ------------------------------------ | ----- | ------ | ------ |
| 1    | Budowlani Mielno                     | 22    | 35     | 87-33  |
| 2    | (Rolnik) Łużyczanka Lipinki Łużyckie | 22    | 33     | 71-37  |
| 3    | (LZS) Fax Bieniów                    | 22    | 23     | 55-38  |
| 4    | Nysa Trzebiel                        | 22    | 23     | 60-57  |
| 5    | (POM) Delta Sieniawa Żarska          | 22    | 23     | 53-51  |
| 6    | Piast Lubanice                       | 22    | 23     | 33-34  |
| 7    | Nysa Brody                           | 22    | 22     | 47-42  |
| 8    | LZS Lutol                            | 22    | 20     | 56-59  |
| 9    | Tupliczanka Tuplice                  | 22    | 17     | 43-58  |
| 10   | Rywal Otuchów                        | 22    | 16     | 36-61  |
| 11   | Granica Żarki Wielkie                | 22    | 15     | 42-57  |
| 12   | Bóbr Bobrowice                       | 22    | 14     | 31-71  |

### Sezon 1976/1977 Klasa D (Siódmy poziom rozgrywkowy)
| L.p. | Klasa D Świebodzin gr. I    | Mecze | Punkty | Bramki |
| ---- | --------------------------- | ----- | ------ | ------ |
| 1    | Orkan Chorzemin             | 16    | 23     | 64-31  |
| 2    | Cargovia Kargowa            | 16    | 21     | 42-30  |
| 3    | Kłos Żodyń                  | 16    | 20     | 41-34  |
| 4    | Tęcza Tuchorza              | 16    | 19     | 42-30  |
| 5    | Zieloni Łęgowo              | 16    | 18     | 41-31  |
| 6    | Znicz Kosieczyn             | 16    | 13     | 38-40  |
| 7    | (LZS) Orkan Dąbrowa Stara   | 16    | 12     | 36-40  |
| 8    | Czantoria Gościeszyn        | 16    | 10     | 29-54  |
| 9    | (LZS) Błękitni Widzim Stary | 16    | 8      | 27-68  |

| L.p. | Klasa D Świebodzin gr. II        | Mecze | Punkty | Bramki |
| ---- | -------------------------------- | ----- | ------ | ------ |
| 1    | Medyk Cibórz                     | 14    | 22     | 48-15  |
| 2    | Grom Skąpe                       | 14    | 21     | 43-14  |
| 3    | Odra Pomorsko                    | 14    | 16     | 34-31  |
| 4    | (LZS) Kijowianka Kije            | 14    | 15     | 28-25  |
| 5    | LZS Buków                        | 14    | 9      | 26-35  |
| 6    | (Budowlani) Błyskawica Lubinicko | 14    | 9      | 15-42  |
| 7    | Avia Węgrzynice                  | 14    | 8      | 18-43  |
| 8    | LZS Będów                        | 14    | 0      | 4-47   |

| L.p. | Klasa D Świebodzin gr. III | Mecze | Punkty | Bramki |
| ---- | -------------------------- | ----- | ------ | ------ |
| 1    | Odra Glińsk                | 14    | 27     | 53-7   |
| 2    | Lubusze Rusinów            | 14    | 21     | 59-26  |
| 3    | Orzeł Borów                | 14    | 12     | 29-42  |
| 4    | (LZS) Radość Staropole     | 14    | 12     | 21-34  |
| 5    | LZS Łąkie                  | 14    | 10     | 22-45  |
| 6    | LZS Bucze                  | 14    | 9      | 21-27  |
| 7    | Mgła Jemiołów              | 14    | 4      | 9-43   |
| 8    | LZS Poźrzadło              | 14    | 0      | 8-38   |

| L.p. | Klasa D Świebodzin gr. IV | Mecze | Punkty | Bramki |
| ---- | ------------------------- | ----- | ------ | ------ |
| 1    | Odra Rąpice               | 12    | 17     | 32-29  |
| 2    | Czarni Białków            | 14    | 15     | 49-23  |
| 3    | LZS Dobrosułów            | 14    | 15     | 33-23  |
| 4    | Nafta Rybaki              | 14    | 10     | 28-31  |
| 5    | LZS Przęślice             | 14    | 5      | 26-48  |
| 6    | Toroma Torzym             | 14    | 4      | 13-40  |
| 7    | Tetra Lubin               | 14    | 3      | 11-38  |

| L.p. | Tabela barażów   | Mecze | Punkty | Bramki |
| ---- | ---------------- | ----- | ------ | ------ |
| 1    | Cargovia Kargowa | 3     |        |        |
| 2    | Grom Skąpe       | 3     |        |        |
| 3    | Lubusze Rusinów  | 3     |        |        |
| 4    | Czarni Białków   | 3     |        |        |

| L.p. | Klasa D Nowa Sól gr. I | Mecze | Punkty | Bramki |
| ---- | ---------------------- | ----- | ------ | ------ |
| 1    | (LZS) Ikar Zawada      | 16    | 23     | 40-19  |
| 2    | (LZS) Nordis Słone     | 16    | 20     | 40-25  |
| 3    | LZS Leśniów Wielki     | 16    | 10     | 16-39  |
| 4    | (LZS) Odra Klenica     | 16    | 8      | 14-35  |
| 5    | LZS Jędrzychów         | 16    | 7      | 13-34  |

| L.p. | Klasa D Nowa Sól gr. II | Mecze | Punkty | Bramki |
| ---- | ----------------------- | ----- | ------ | ------ |
| 1    | LZS Piękne Kąty         | 8     | 10     | 37-16  |
| 2    | (LZS) Dąb Przybyszów    | 8     | 10     | 19-14  |
| 3    | LZS Bielawy             | 8     | 4      | 9-35   |

| L.p. | Klasa D Nowa Sól gr. III | Mecze | Punkty | Bramki |
| ---- | ------------------------ | ----- | ------ | ------ |
| 1    | LZS Nieciecz             | 16    | 27     | 39-26  |
| 2    | LZS Lasocin              | 16    | 18     | 36-29  |
| 3    | LZS Zimna Brzeźnica      | 16    | 14     | 25-29  |
| 4    | LZS Miłaków              | 16    | 10     | 17-37  |
| 5    | LZS Rejów                | 16    | 1      | 8-47   |

| L.p. | Klasa D Nowa Sól gr. IV | Mecze | Punkty | Bramki |
| ---- | ----------------------- | ----- | ------ | ------ |
| 1    | LZS Solniki             | 16    | 22     | 36-18  |
| 2    | LZS Pierzwin            | 16    | 19     | 40-29  |
| 3    | LZS Zakęcie             | 16    | 14     | 21-31  |
| 4    | LZS Wrociszów           | 16    | 11     | 21-36  |
| 5    | LZS Mirocin Średni      | 16    | 10     | 18-34  |

| L.p. | Klasa D Żary gr. I  | Mecze | Punkty | Bramki |
| ---- | ------------------- | ----- | ------ | ------ |
| 1    | Zemsta Starosiedle  | 12    | 20     | 32-9   |
| 2    | (Świt) Hamar Górzyn | 12    | 19     | 35-7   |
| 3    | LZS Wełmice         | 12    | 9      | 18-30  |

| L.p. | Klasa D Żary gr. II | Mecze | Punkty | Bramki |
| ---- | ------------------- | ----- | ------ | ------ |
| 1    | Zorza Brzeźnica     | 14    | 22     | 64-20  |
| 2    | Leśnik Wymiarki     | 14    | 16     | 35-33  |
| 3    | Rolnik Silna Mała   | 14    | 15     | 41-41  |
| 4    | Chrobry II Chrobrów | 14    | 11     | 28-52  |

| L.p. | Klasa D Żary gr. III | Mecze | Punkty | Bramki |
| ---- | -------------------- | ----- | ------ | ------ |
| 1    | LZS Grabów           | 18    | 30     | 74-20  |
| 2    | LZS Chełmice         | 18    | 24     | 45-35  |
| 3    | LZS Boruszyn         | 18    | 18     | 32-32  |
| 4    | LZS Brzostów         | 18    | 13     | 32-46  |
| 5    | Nysa II Trzebel      | 18    | 13     | 30-50  |

| L.p. | Klasa D Żary gr. IV      | Mecze | Punkty | Bramki |
| ---- | ------------------------ | ----- | ------ | ------ |
| 1    | LZS Karczówka            | 18    | 24     | 47-33  |
| 2    | LZS Biedrzychowice Dolne | 18    | 23     | 43-30  |
| 3    | LZS Mirostowice Górne    | 18    | 23     | 46-32  |
| 4    | (LZS) Huragan Lubomyśl   | 18    | 16     | 41-44  |
| 5    | Błękitni Olbrachtów      | 18    | 13     | 27-34  |